# NGC 4517A
NGC 4517A је спирална галаксија у сазвежђу Девица која се налази на NGC листи објеката дубоког неба.
Деклинација објекта је + 0° 23' 25" а ректасцензија 12h 32m 28,1s. Привидна величина (магнитуда) објекта NGC 4517 износи 12,0 а фотографска магнитуда 12,6. NGC 4517A је још познат и под ознакама UGC 7685, MCG 0-32-19, CGCG 14-62, Reinmuth 80, KCPG 344A, PGC 41578.